# Heike Jung (Jurist)
Heike Jung (* 23. April 1942 in Neunkirchen (Saar))  ist ein emeritierter Professor für Strafrecht an der Universität des Saarlandes. Zu seinen Forschungsschwerpunkten zählen Strukturfragen des Strafprozesses, die (Straf-)Rechtsvergleichung, das Verhältnis von Strafe und Staat, das Medizin(straf-)recht, Mediation und Recht sowie Literatur und Recht.

## Leben
Jung studierte von 1961 bis 1965 an den Universitäten in Heidelberg, Tübingen und an der Universität des Saarlandes in Saarbrücken. Er wurde 1972 mit der Dissertation Der Einfluss des englischen Rechts im südafrikanischen Strafrecht an der Universität des Saarlandes promoviert und habilitierte sich dort 1976 kumulativ, unter anderem gestützt auf die Arbeiten Straffreiheit für den Kronzeugen? und Das Züchtigungsrecht des Lehrers. Er war von 1976 bis 1977 zunächst an der Universität Hamburg Professor für Strafrecht und dann 1977 bis 2008 Professor für Strafrecht und Strafprozessrecht sowie später Inhaber des Lehrstuhls für Strafrecht, Strafprozessrecht, Kriminologie und Strafrechtsvergleichung an der Universität des Saarlandes; Rufe an die Universität Zürich und die Universität zu Köln lehnte er ab. Er war Gastprofessor in Edinburgh, Visiting Fellow am All Souls College in Oxford sowie Gastprofessor an den Universitäten Paris I, Uppsala und Bergen. Er gehörte 1990 bis 1995 dem „Criminological Scientific Council“ beim Europarat und 1995 bis 2006 dem Fachbeirat des Max-Planck-Instituts für ausländisches und internationales Strafrecht an. Er ist Mitglied des Arbeitskreises Alternativ-Entwürfe. Die Juristische Fakultät der Universität Uppsala verlieh ihm 2000 die Ehrendoktorwürde.
Neben seiner lehrenden Tätigkeit wirkte er 1980 bis 1994 als Richter am Landgericht Saarbrücken und am Saarländischen Oberlandesgericht. Er gehört dem Kreis der Saarlandbotschafter an.